# Darek Oleszkiewicz

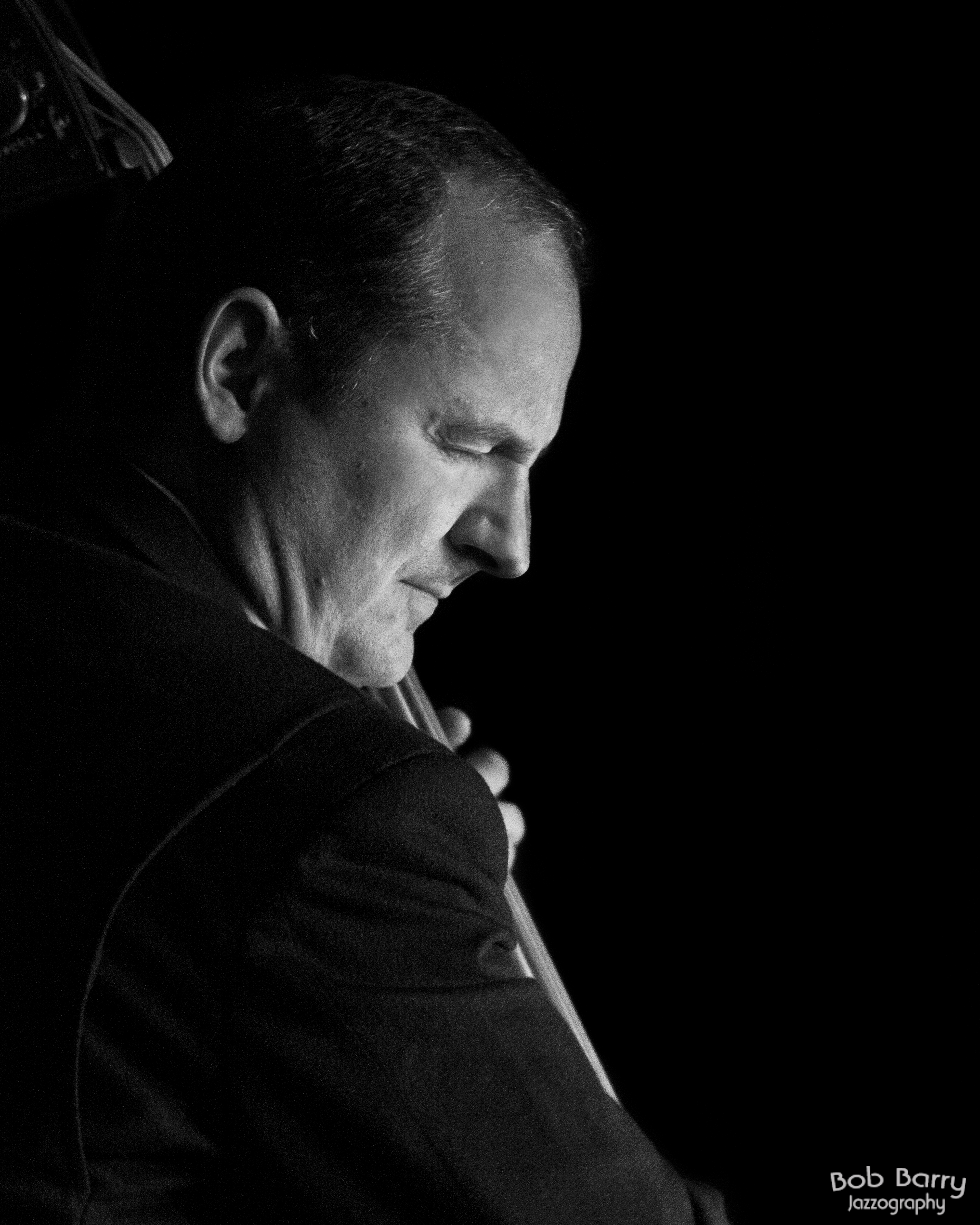
Darek Oleszkiewicz 2010

Darek „Oles“ Oleszkiewicz (* 20. Februar 1963 in Breslau) ist ein polnischer Jazz-Bassist, Komponist und Hochschullehrer.

## Biographie
Oleszkiewicz hatte mit fünf Jahren Klavierunterricht an der staatlichen Musikschule seiner Heimatstadt. Später spielte er Gitarre und E-Bass, bevor er mit achtzehn zum Kontrabass wechselte. Als Jugendlicher hatte er Pop-Stile von Rockmusik, Blues bis zu Jazzrock und Jazz gespielt. Anfang der 1980er Jahre trat er bei zahlreichen Jazzfestivals und nationalen Wettbewerben auf; 1983 wurde er in Krakau beim Jazz-Jugendwettbewerb mit dem ersten Platz für Jazz-Komposition und einem zweiten für Ensemblespiel ausgezeichnet. Anschließend holte ihn der Saxophonist Jan Ptaszyn Wróblewski in sein Quartett. In den folgenden Jahren arbeitete Oleszkiewicz in den Bands von Zbigniew Namysłowski, Tomasz Szukalski, Henryk Majewski, Wojciech Karolak und Andrzej Jagodziński. 1988 zog er nach Los Angeles, wo er mit einem Stipendium am California Institute of the Arts bei Charlie Haden studierte. Nach seiner Graduierung im Jahr 1992 unterrichtete er an dem Institut, spielte u. a. im Los Angeles Jazz Quartet mit Chuck Manning und leitete verschiedene Jazz-Ensembles; seit 2002 ist er Hochschullehrer an der University of California, Irvine.
Neben seiner Lehrtätigkeit arbeitete er mit einer Reihe von amerikanischen Jazzmusikern wie Brad Mehldau, Billy Higgins, Pat Metheny, Joe Lovano, Charles Lloyd, John Abercrombie, Bennie Maupin oder Lee Konitz. 2003 wurde er für den polnischen Fryderyk-Musikpreis in der Kategorie „Bester Jazzmusiker“ nominiert. 2004 erschien sein Debütalbum Like A Dream, das er mit Brad Mehldau und Bennie Maupin einspielte, bei Cryptogramophone. 2005 wurde er im Leserpoll des europäischen Jazz Forum zum Besten akustischen Bassisten gewählt. Mit Adam Czerwiński nahm er das Duoalbum RainDance auf, mit Peter Erskine und Alan Pasqua das Trioalbum The Interlochen Concert (2010).